# Robert-Espagne
Pour les articles homonymes, voir Robert et Espagne (homonymie).
Robert-Espagne est une commune française située dans le département de la Meuse, en région Grand Est.

## Géographie
Le territoire de la commune est limitrophe de quatre communes, dont une commune, Trois-Fontaines-l'Abbaye, se trouve dans le département limitrophe de la Marne. 
|                                  | Beurey-sur-Saulx  |                   |
| Trois-Fontaines-l'Abbaye (Marne) | Robert-Espagne    | Trémont-sur-Saulx |
|                                  | L'Isle-en-Rigault |                   |

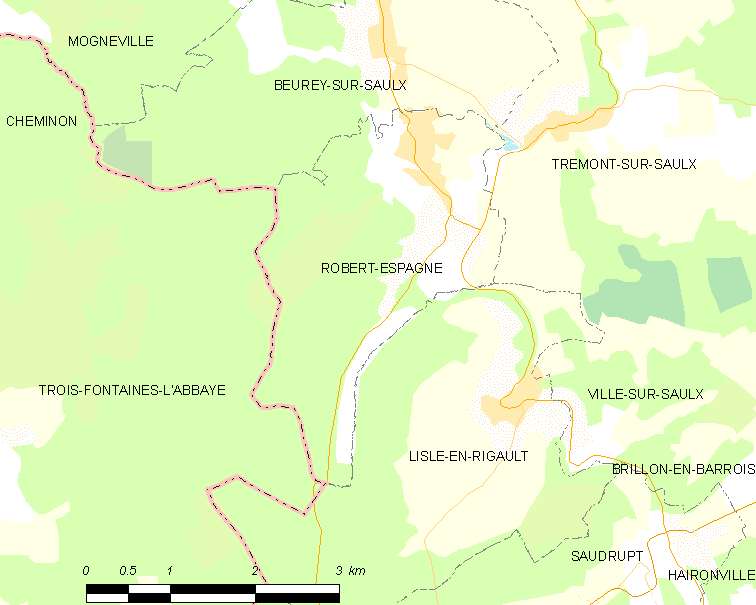
Carte de la commune.

Le village est traversé par la Saulx qui est un affluent droit de la Marne et donc sous-affluent de la Seine. Les habitants de cette commune s'appellent les Bertapognes ou les Tracaniers.
Pont-sur-Saulx est un écart de la commune, sur la Saulx.

### Hydrographie
La commune est dans la région hydrographique « la Seine de sa source au confluent de l'Oise (exclu) » au sein du bassin Seine-Normandie. Elle est drainée par la Saulx et divers autres petits cours d'eau,.
La Saulx, d'une longueur de 115 km, prend sa source dans la commune de Germay et se jette  dans la Marne à Vitry-le-François, après avoir traversé 39 communes. Les caractéristiques hydrologiques de la Saulx sont données par la station hydrologique située sur la commune de Mognéville. Le débit moyen mensuel est de 7,81 m3/s. Le débit moyen journalier maximum est de 65 m3/s, atteint lors de la crue du 16 février 1990. Le débit instantané maximal est quant à lui de 68,5 m3/s, atteint le même jour.

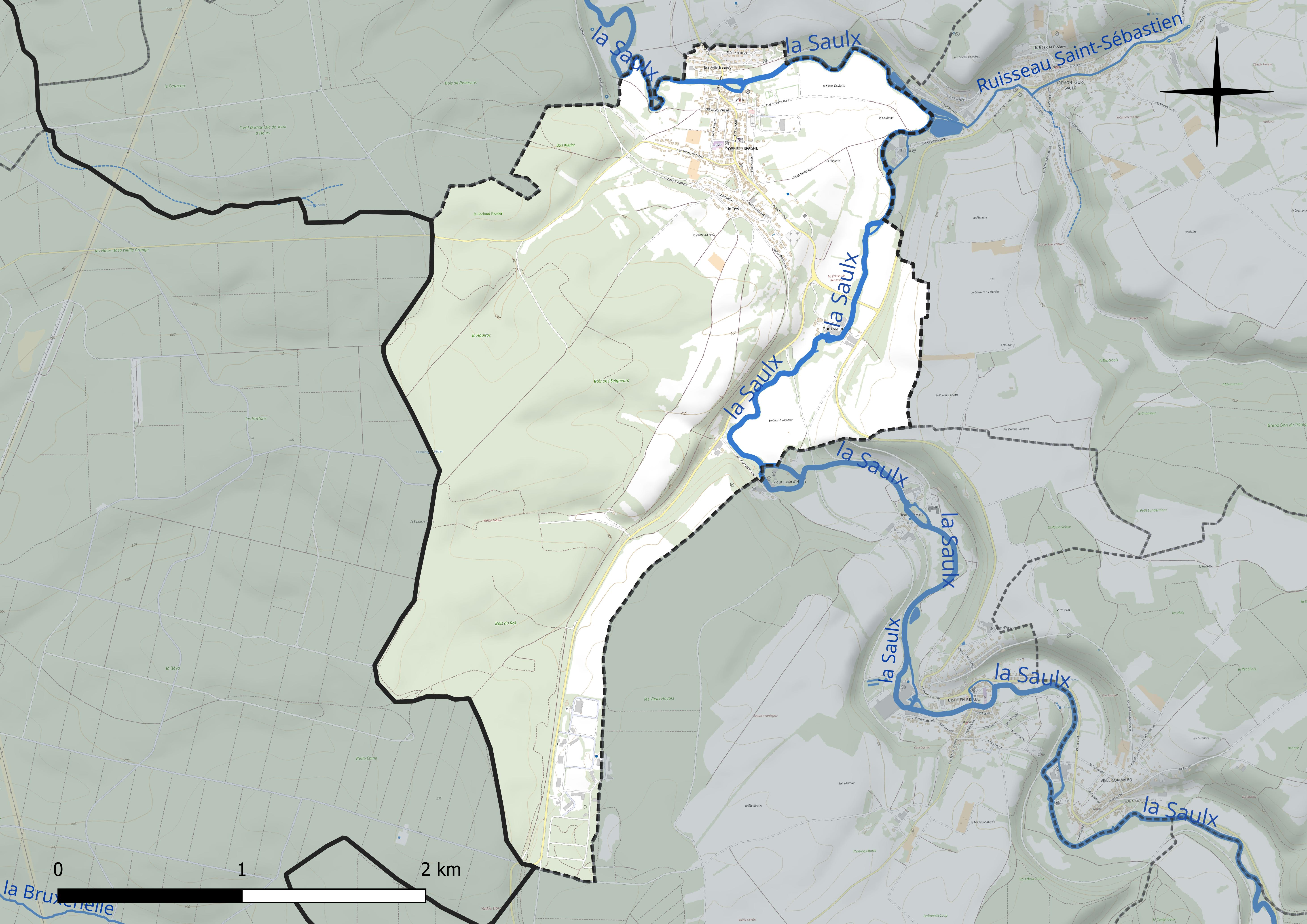
Réseau hydrographique de Robert-Espagne.

### Climat
Pour des articles plus généraux, voir Climat du Grand Est et Climat de la Meuse.
En 2010, le climat de la commune est de type climat de montagne, selon une étude du Centre national de la recherche scientifique s'appuyant sur une série de données couvrant la période 1971-2000. En 2020, Météo-France publie une typologie des climats de la France métropolitaine dans laquelle la commune est exposée à un climat océanique altéré et est dans la région climatique  Lorraine, plateau de Langres, Morvan, caractérisée par un hiver rude (1,5 °C), des vents modérés et des brouillards fréquents en automne et hiver. 
Pour la période 1971-2000, la température annuelle moyenne est de 10,1 °C, avec une amplitude thermique annuelle de 15,8 °C. Le cumul annuel moyen de précipitations est de 951 mm, avec 13,6 jours de précipitations en janvier et 9,3 jours en juillet. Pour la période 1991-2020, la température moyenne annuelle observée sur la station météorologique de Météo-France la plus proche, « Vassincourt », sur la commune de Vassincourt à 7 km à vol d'oiseau, est de 11,4 °C et le cumul annuel moyen de précipitations est de 871,0 mm. 
La température maximale relevée sur cette station est de 41,7 °C, atteinte le 24 juillet 2019 ; la température minimale est de −17,4 °C, atteinte le 20 décembre 2009,,. 
Les paramètres climatiques de la commune ont été estimés pour le milieu du siècle (2041-2070) selon différents scénarios d'émission de gaz à effet de serre à partir des nouvelles projections climatiques de référence DRIAS-2020. Ils sont consultables sur un site dédié publié par Météo-France en novembre 2022.

## Urbanisme

### Typologie
Au 1er janvier 2024, Robert-Espagne est catégorisée bourg rural, selon la nouvelle grille communale de densité à sept niveaux définie par l'Insee en 2022.
Elle est située hors unité urbaine. Par ailleurs la commune fait partie de l'aire d'attraction de Bar-le-Duc, dont elle est une commune de la couronne,. Cette aire, qui regroupe 86 communes, est catégorisée dans les aires de 50 000 à moins de 200 000 habitants,.

### Occupation des sols
L'occupation des sols de la commune, telle qu'elle ressort de la base de données européenne d’occupation biophysique des sols Corine Land Cover (CLC), est marquée par l'importance des forêts et milieux semi-naturels (53,1 % en 2018), en diminution par rapport à 1990 (56,8 %). La répartition détaillée en 2018 est la suivante : 
forêts (47,5 %), zones agricoles hétérogènes (18,9 %), prairies (10,6 %), terres arables (10,1 %), zones urbanisées (7,3 %), milieux à végétation arbustive et/ou herbacée (5,7 %). L'évolution de l’occupation des sols de la commune et de ses infrastructures peut être observée sur les différentes représentations cartographiques du territoire : la carte de Cassini (XVIIIe siècle), la carte d'état-major (1820-1866) et les cartes ou photos aériennes de l'IGN pour la période actuelle (1950 à aujourd'hui).

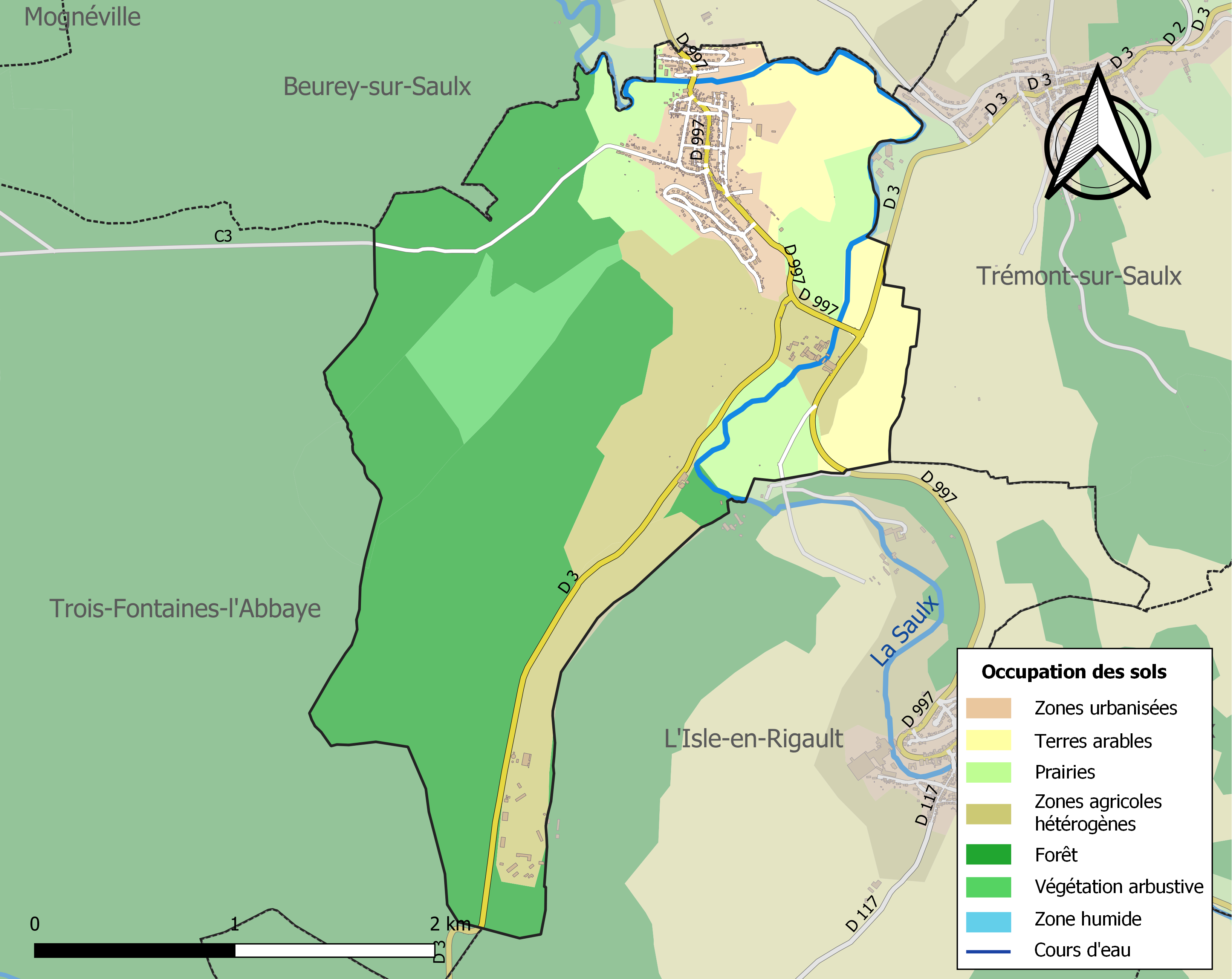
Carte des infrastructures et de l'occupation des sols de la commune en 2018 (CLC).

## Toponymie
Le nom de la localité est attesté sous les formes In molendino de Robertespaigne (1141) ; Robertispania (1163) ; Rubert-Espaneus (1179) ; Molendinum de Roberti-Hispania (1211) ; Robertespaingne (1220) ; Robertespaigne (1220) ; Robert-Espangne (1359) ; Robertispagnia (1402) ; Robert-Empagne (1700) ; Robert-d’Espagne (1711) ; Roberti-Spania (1756) ; La forme définitive de Robert-Espagne apparait juste après la Révolution Française de 1789.

Un nom Membodi spaniaapparait  vers 1019 dans un décret concernant une donation d'un alleu seigneurial sis « in comitatu Barrensi, in villa quae Membodi spania dicitur » au monastère de Sexfontaines (Haute-Marne).

En allemand, spannen signifie s'étendre et en anglais span signifie empan, une mesure ancienne qui représente la distance entre les extrémités du pouce et de l'auriculaire quand la main droite est ouverte. Sur le cadastre ceci correspondrait aux deux extrémités du territoire, entre la vallée la Petite (pour l’auriculaire) et la côte Peuchot (pour le pouce). On peut considérer que cela correspond à environ 20 centimètres dans notre système de mesure. Ceci amène à la conclusion que ce nom provient d'un certain Robert (probablement  Robert le Pieux) qui aurait fait don à l’époque de quelques empans de terre aux moines de Sexfontaines. Il est à noter qu'à cette époque, Robert le Pieux avait hérité de son père et de la dynastie capétienne du comté de Barcelone et de la Marche d'Espagne.

## Histoire
- En 1023, Robert le Pieux (Robert II de France), fils d'Hugues Capet, a eu une entrevue sur les bords de la Meuse avec l'empereur Henri II du Saint-Empire[18]. À cette époque, Robert avait hérité de son père et de la dynastie capétienne du comté de Barcelone et de la Marche d'Espagne.
- Dans un serment d'allégeance de 1518, Henri de Provenchères, petit-fils de Vincent de Saint-Ouain, rend hommage à son mécène Philippe, duchesse de Lorraine et de Bar, pour les terres qu'il avait à Robert-Espagne[19].
- En août 1544, lors de la neuvième guerre d'Italie les troupes commandées par  Fürstenberg saccagent la ville.
- Le 7 juin 1848, le citoyen Paulin Gillon dépose sur le bureau de l'Assemblée nationale une pétition par laquelle les habitants de Robert-Espagne se plaignent du droit exorbitant qui a frappé les boissons (décret du 31 mars 1848).
- Le 6 novembre 1916, le président Raymond Poincaré assiste à un défilé à la suite de la victoire du fort de Douaumont et de la reprise du fort de Vaux.
- Le 29 août 1944, les Allemands de la 3e division de Panzer-Grenadiers, une unité de la Wehrmacht commandée par un certain Fürstenberg, massacrent 88 habitants de cinq villages, Robert-Espagne, Beurey-sur-Saulx, Couvonges, Mognéville et Trémont-sur-Saulx.
- En 1954, le monument rendant hommage aux 51 victimes du 29 août 1944 n'étant pas encore érigé, Alcide Barbier, président de l'association des anciens combattants d'alors, demande au conseil municipal l'autorisation de planter un arbre afin de perpétuer le souvenir des martyrs. Un cèdre est planté sur la place de Verdun à l'emplacement de l'école des garçons incendiée par les Allemands[à vérifier].

## Politique et administration
| Période                                  | Période                   | Identité                                    | Étiquette | Qualité            |
| ---------------------------------------- | ------------------------- | ------------------------------------------- | --------- | ------------------ |
| Les données manquantes sont à compléter. |                           |                                             |           |                    |
| mars 2001                                | En cours (au 23 mai 2020) | Luc Fleurant Réélu pour le mandat 2020-2026 | SE        | Ancien agriculteur |

## Population et société

### Démographie
L'évolution du nombre d'habitants est connue à travers les recensements de la population effectués dans la commune depuis 1793. Pour les communes de moins de 10 000 habitants, une enquête de recensement portant sur toute la population est réalisée tous les cinq ans, les populations de référence des années intermédiaires étant quant à elles estimées par interpolation ou extrapolation. Pour la commune, le premier recensement exhaustif entrant dans le cadre du nouveau dispositif a été réalisé en 2004.

En 2022, la commune comptait 758 habitants, en évolution de −10,08 % par rapport à 2016 (Meuse : −4,4 %, France hors Mayotte : +2,11 %).
| 1793 | 1800 | 1806 | 1821 | 1831  | 1836  | 1841  | 1846  | 1851  |
| ---- | ---- | ---- | ---- | ----- | ----- | ----- | ----- | ----- |
| 787  | 785  | 794  | 895  | 1 085 | 1 213 | 1 196 | 1 431 | 1 441 |

| 1856  | 1861  | 1866  | 1872  | 1876  | 1881  | 1886  | 1891  | 1896  |
| ----- | ----- | ----- | ----- | ----- | ----- | ----- | ----- | ----- |
| 1 318 | 1 323 | 1 323 | 1 082 | 1 137 | 1 231 | 1 186 | 1 094 | 1 114 |

| 1901  | 1906  | 1911  | 1921  | 1926  | 1931 | 1936 | 1946 | 1954 |
| ----- | ----- | ----- | ----- | ----- | ---- | ---- | ---- | ---- |
| 1 107 | 1 134 | 1 146 | 1 049 | 1 043 | 970  | 963  | 718  | 928  |

| 1962  | 1968 | 1975 | 1982 | 1990 | 1999 | 2004 | 2006 | 2009 |
| ----- | ---- | ---- | ---- | ---- | ---- | ---- | ---- | ---- |
| 1 055 | 890  | 775  | 838  | 809  | 836  | 832  | 818  | 829  |

| 2014 | 2019 | 2022 | - | - | - | - | - | - |
| ---- | ---- | ---- | - | - | - | - | - | - |
| 836  | 782  | 758  | - | - | - | - | - | - |

### Sports
Plusieurs associations sont domiciliées à Robert-Espagne, dont :
- le Club de karaté (RESK) ;
- le Club de gymnastique ;
- le Club des Doigts agiles ;
- l'association communale de chasse agréée (ACCA de Robert-Espagne) ;
- Football Club de Robert-Espagne.

## Économie
Le village a de nombreux commerces et services parmi lesquels une agence postale, une pharmacie, une supérette, un boucher, un boulanger, un salon de coiffure, des garagistes ainsi qu'un hôtel-restaurant.

## Culture locale et patrimoine

### Lieux et monuments
À Robert-Espagne, il y a deux monuments aux morts, une église et deux cimetières.

#### Site spéléologique
La commune compte plus de 24 cavités souterraines, dont 6 de plus de 150 mètres de développement ou de plus de 25 mètres de profondeur : l'aven Annie, le gouffre des Niphargus, le gouffre du Bois du Roi, le gouffre Hermitte , le gouffre Thirion no 5, le perte de la Vallée Thirion, ainsi que l'émergence de crue et l'entrée artificielle du réseau du Rupt-du-Puits.

### Personnalités liées à la commune
- François Descaves (°1926 - †2006) : éminent spéléologue, père de la spéléologie meusienne[26],[27], qui a donné son nom au gîte communal lors de la cérémonie du 4 juin 2016[28].
- Albert Thorel (°1911 - †1944)[29],[30], capitaine du groupe de commandos d’Afrique (GCA), Croix de guerre avec deux étoiles – EMI de Saint-Maixent, Saint-Cyprien de la promotion Verdun 1935-1937. « Morts pour la France » lors du débarquement de Provence le 17 août 1944.

### Héraldique
| Blason de Robert-Espagne | Blason  | Écartelé au 1 d'azur à la tête de loup d'or, au 2 d'or au feu de gueules, au 3 d'or à l'enclume de gueules et au 4 d'azur à la tête de lion d'or. |
| Blason de Robert-Espagne | Détails | Blason composé par R.A. LOUIS avec la Commission Héraldique de l'UCGL et mis à disposition de la commune en 2011.                                 |

La commune dispose également d'un logo qui figure sur le papier à en-tête officiel de la mairie. Conçu à l'intention de la commune par Philippe Quaegebeur, il représente les flammes du 29 août 1944, un phénix, oiseau mythique qui a le pouvoir de renaître de ses cendres, et un chardon lorrain, plante épineuse symbole de la Lorraine dont la devise est « Qui s'y frotte s'y pique ! ».